# تومي براندت
تومي براندت (بالإنجليزية: Tommy Brandt)‏ هو مغن مؤلف أمريكي، ولد في 1 مارس 1966 في لبنان في الولايات المتحدة.